# Lissonotus equestris
Lissonotus equestris es una especie de escarabajo longicornio del género Lissonotus, superfamilia Chrysomeloidea. Fue descrita científicamente por Fabricius en 1787.
Se distribuye por Brasil, Ecuador, Guyana, Guayana Francesa, Perú, Surinam, Venezuela y Barbados. Mide 10-18 milímetros de longitud. El período de vuelo ocurre en los meses de febrero, marzo, mayo, junio, julio, agosto, septiembre, octubre, noviembre y diciembre.